# Italské fotbalové mistrovství 1903
Šestý ročník Campionato Italiano di Football 1903 se konal od 1. března do 13. dubna roku 1903. Turnaje se účastnilo 6 klubů ze tří měst.
Již popáté ovládl soutěž celek z Janova, když ve finále porazil turínský klub Juventus, který se do finále dostal prvně.

## Účastníci šampionátu
| Klub            | Město | Provincie |
| --------------- | ----- | --------- |
| Janov           | Janov | Ligurie   |
| Andrea Doria    | Janov | Ligurie   |
| Milán           | Milán | Lombardie |
| SC Audace Turín | Turín | Piemont   |
| Torinese        | Turín | Piemont   |
| Juventus        | Turín | Piemont   |

## Zápasy

### Kvalifikační kola

#### Liguria
Janov postoupil přímo do finále jako obhájce titulu.
Andrea Doria se jako jediný klub přihlásil do soutěže a postoupil do čtvrtfinále.

#### Lombardie
Klub Milán se jako jediný klub přihlásil do soutěže a postoupil do čtvrtfinále.

#### Piemont
| 1. březen 1903 | Juventus | 5 – 0  | Torinese | Velodromo Umberto I, Turín |  |  |
| 15:00 SELČ     | ?        | Report |          | Rozhodčí: Francesco Calì   |  |  |
|                |          |        |          |                            |  |  |

| Baráž 8. březen 1903 | SC Audace Turín | 1 – 2  | Juventus | Velodromo Umberto I, Turín |  |  |
| 14:30 SELČ           | ?               | Report | ?        | Rozhodčí: Enrico Pasteur   |  |  |
|                      |                 |        |          |                            |  |  |

### Čtvrtfinále

#### Liguria a Lombardie
| Čtvrtfinále 15. březen 1903 | Juventus                   | 7 – 1  | Andrea Doria     | Velodromo Umberto I, Turín |  |  |
| 15:00 SELČ                  | Umberto Malvano Ferraris ? | Report | Vittorio Ansaldo | Rozhodčí: Edward Dobbie    |  |  |
|                             |                            |        |                  |                            |  |  |

### Semifinále
| Semifinále 22. březen 1903 | Milán | 0 – 2  | Juventus                      | Campo Acquabella, Milán  |  |  |
|                            |       | Report | Luigi Forlano Umberto Malvano | Rozhodčí: Francesco Calì |  |  |
|                            |       |        |                               |                          |  |  |

### Finále
| Finále 13. duben 1903 | Janov                                               | 3 – 0  | Juventus | Campo Sportivo di Ponte Carrega, Janov |  |  |
| 16:00 SELČ            | Henri Dapples Joseph William Agar Gioacchino Armano | Report |          | Rozhodčí: Hans Heinrich Suter          |  |  |
|                       |                                                     |        |          |                                        |  |  |

## Vítěz

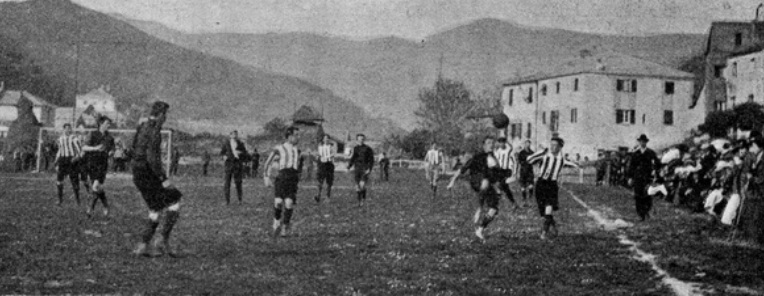
Finálové utkání

| Campionato Italiano di Football Vítěz pro rok 1903 |
| -------------------------------------------------- |
| Janov CFC                                          |
|                                                    |